# Sulbiate
Sulbiate é uma comuna italiana da região da Lombardia, província de Monza e Brianza, com cerca de 3.305 habitantes. Estende-se por uma área de 5 km², tendo uma densidade populacional de 661 hab/km². Faz fronteira com Verderio Inferiore (LC), Cornate d'Adda, Bernareggio, Aicurzio, Mezzago, Vimercate, Bellusco.

## Demografia
| Variação demográfica do município entre 1861 e 2011                               |
|                                                                                   |
| Fonte: Istituto Nazionale di Statistica (ISTAT) - Elaboração gráfica da Wikipedia |